# Gonolobus campii
Gonolobus campii là một loài thực vật thuộc họ Asclepiadaceae. Đây là loài đặc hữu của Ecuador. Chúng hiện đang bị đe dọa vì mất môi trường sống.